# Le Fournet
Le Fournet è un comune francese di 57 abitanti situato nel dipartimento del Calvados nella regione della Normandia.

## Società

### Evoluzione demografica
Abitanti censiti